# 黄默堂墓
黄默堂墓位于中国广东省深圳市福田区莲花山西北坡，是南宋时期深圳沙头村开基之祖黄默堂之墓。2002年，黄默堂墓被列为广东省文物保护单位。

## 简介
黄默堂墓建造于南宋淳祐八年（1248年），是花岗岩砌筑的墓葬建筑，墓碑嵌于六边形塔型碑座正面，墓碑前方是石作须弥座祭台。
古墓形状为交椅形，宽3.6米、深3米、残高2米多。墓塔上部曾毁，修复后高45厘米、宽22厘米。墓碑刻有碑文：“默堂黄居士塔。公以顿悟，得大坚固，留颂西归，寿六旬五。淳祐戊申，书云晦日，敕岭之阳，卜云其吉。奉塔五子：中行、中锐、中建、中立、中通，迁志”。
墓前以及北侧有黄默堂后人黄菊坡、黄观礼等人的墓葬。